# あわら市北潟小学校
あわら市北潟小学校（あわらし きたがたしょうがっこう）は、福井県あわら市北潟にある公立小学校。

## 沿革
- 1873年（明治6年）8月12日 - 顕正寺内に北潟小学校創立。
- 1876年（明治9年）6月 - 二勝願寺内に移転。
- 1877年（明治10年）- 民家を購入し、校舎とする。
- 1886年（明治19年）- 延焼火災により校舎喪失。初代校長 有馬浄嶺氏の自宅二階を仮教場とする。
- 1887年（明治20年）
  - 4月 - 簡易科北潟小学校と改称。赤尾に冬季分教場を設置。
  - 6月 - 官舎を買い受けて校舎とする。
- 1889年（明治22年）4月 - 吉崎村立簡易科北潟小学校と改称。
- 1892年（明治25年）- 吉崎村立北潟尋常小学校と改称し簡易科を廃止。
- 1897年（明治30年）3月 - 北潟村立北潟小学校と改称。
- 1903年（明治36年）6月23日 - 白蓮寺に分教場を設置。
- 1918年（大正7年）4月1日 - 高等科を設置。
- 1935年（昭和10年）4月1日 - 北潟村立青年学校と改称。
- 1941年（昭和16年）4月1日 - 国民学校令により、北潟村北潟国民学校と改称。
- 1947年（昭和22年）
  - 4月1日 - 学制改革により、北潟村立北潟小学校と改称。
  - 5月1日 - 北潟国民学校高等科を北潟村立北潟中学校と改称し小学校に併設。
- 1948年（昭和23年）
  - 6月28日 - 福井大地震により校舎全壊、半壊、大破の被害を受ける。
  - 9月 - 進駐軍より天幕十張り借り受け、天幕教室にて二部授業を開始。
- 1949年（昭和24年）3月 - 2階建校舎一棟竣工。
- 1955年（昭和30年）
  - 4月 - 町村合併により芦原町北潟小学校と改称。
  - 11月1日 - 北潟中学校が新築の独立校舎に移転。
- 1971年（昭和46年）3月31日 - 鉄筋鉄骨一部二階建の体育館が完成。
- 1972年（昭和47年）3月23日 - 新校舎落成。
- 1973年（昭和48年）11月11日 - 創立百周年記念式典挙行。国旗掲揚塔が完成し、卒業生名簿の作成及び記念造園竣工。
- 1974年（昭和49年）7月28日 - プール竣工。
- 1991年（平成3年）- コンピュータ室新設（コンピュータ14台）。
- 2002年（平成14年）3月 - コンピュータの入れ替え工事実施。
- 2004年（平成16年）3月1日 - 芦原町と金津町の合併によりあわら市北潟小学校と改称。
- 2008年（平成20年）8月 - 体育館耐震工事完了。
- 2010年（平成22年）1月 - コンピュータの入れ替え。職員用コンピュータの配備。
- 2012年（平成24年）7月2日 - プール改修工事完了。
- 2016年（平成28年）4月 - 波松小学校を統合[2]。
- 2023年（令和5年）10月9日 - 創立150周年記念式典挙行[1]。

## 通学区域
北潟東・北潟西・赤尾・富津

## 進学先中学校
- あわら市芦原中学校[3]

## 学校周辺
- 福井県道166号北潟平山線
- 認定こども園北潟こども園 - 進級前こども園のひとつ
- 北潟西集落開発センター
- 北潟郵便局
- 国道305号線
- 北潟湖
- あわら夢ぐるま公園
- このほか、学校周辺には、安楽寺などの寺院も点在する。

## アクセス
- あわら市乗合タクシーで、「北潟東第4（北潟小前）」停留所下車。
  - ただし、あわら市乗合タクシー利用時には、事前申し込みが必要[4]。
  - なお、あわら市内の鉄道駅[5]から「北潟東第4（北潟小前）」停留所までの所要時間は、その時の予約状況で変わる。